# Jižní Čchungčchong
Jižní Čchungčchong je provincie v Jižní Koreji. Hlavním městem je Hongsong. Byla vytvořena v roce 1896 rozdělením původní provincie Čchungčchong na Severní a Jižní Čchungčchong. Tato provincie je nejbohatší v Jižní Koreji s nejvyšším HDP na hlavu a zároveň i nejrychleji rostoucí, průměrný růst HDP v letech 2001-2007 činil 9,7% ročně a v roce 2010 to bylo dokonce 12,7%. Ekonomický růst transformoval provincii závislou na zemědělství na průmyslové a technologické centrum. Ze Soulu do Čchonanu vede linka soulského metra.